# Портрет Дориана Грея (фильм, 1968)
«Портрет Дориана Грея» — фильм-спектакль по мотивам одноимённого романа Оскара Уайльда. Телевизионная версия поставлена режиссёрами Надеждой Марусаловой и Виктором Турбиным в 1968 году.

## Сюжет
Юный Дориан Грей у написанного своего портрета произносит желание никогда не стариться, а оставаться таким, как на портрете. Необъяснимым образом вместо юноши взрослеть и стариться начинает портрет, а он остаётся молодым и красивым, как в день написания портрета.
Дориан влюбляется в актрису, с которой планирует обручиться, однако после неудачно сыгранного ею спектакля разрывает отношения, после чего девушка убивает себя. С этого момента начинают происходить изменения в портрете. Далее Дориан позволяет себе всё больше. О нём по Лондону расходятся самые невероятные слухи, а автор портрета Бэзил, попытавшийся вразумить Дориана, также оказывается мёртвым от руки некогда любимой модели.
Однажды Дориан смотрит на обезображенный свой портрет и решает распрощаться с ним навсегда. Однако, когда нож вонзается в полотно, замертво падает сам Дориан. Изображение на портрете снова молодо, а лежащий возле него труп — обезображенный старик.

## В ролях
- Валерий Бабятинский — Дориан Грей[англ.]
- Юрий Яковлев  — лорд Генри
- Александр Лазарев — Бэзил Холлуорд
- Валентина Малявина — Сибилла Вейн
- Елена Коровина — миссис Вейн
- Александр Галевский — Джеймс Вэйн
- Софья Пилявская — леди Нарборо
- Елена Добронравова — герцогиня
- Вячеслав Шалевич — Алан
- Алексей Кузнецов — Адриан
- Антонина Гунченко — женщина
- Алексей Емельянов — Френсис

### В эпизодах
- Нина Нехлопоченко
- Гарри Дунц
- Юрий Волынцев
- Григорий Мерлинский
- Александр Лебедев

## Съёмочная группа
- Автор сценария: Виктор Турбин
- Постановка: Виктор Турбин
- Режиссёр: Надежда Марусалова (Иваненкова)
- Художник: Владимир Лыков
- Ведущий оператор: Андрей Тюпкин
- Операторы:
  - Е. Павлов
  - И. Игнатов
  - Т. Паттерсон
- Композитор: Александр Пирумов
- Звукорежиссёр: В. Мозер
- Художник по костюмам: Г. Малик
- Монтаж: Л. Сошникова